# راسيل جاي يورك
راسيل جاي يورك (بالإنجليزية: Russell J. York)‏ هو عسكري أمريكي، ولد في 5 أغسطس 1921، وتوفي في 22 يوليو 2006.